# Túnel de viento supersónico

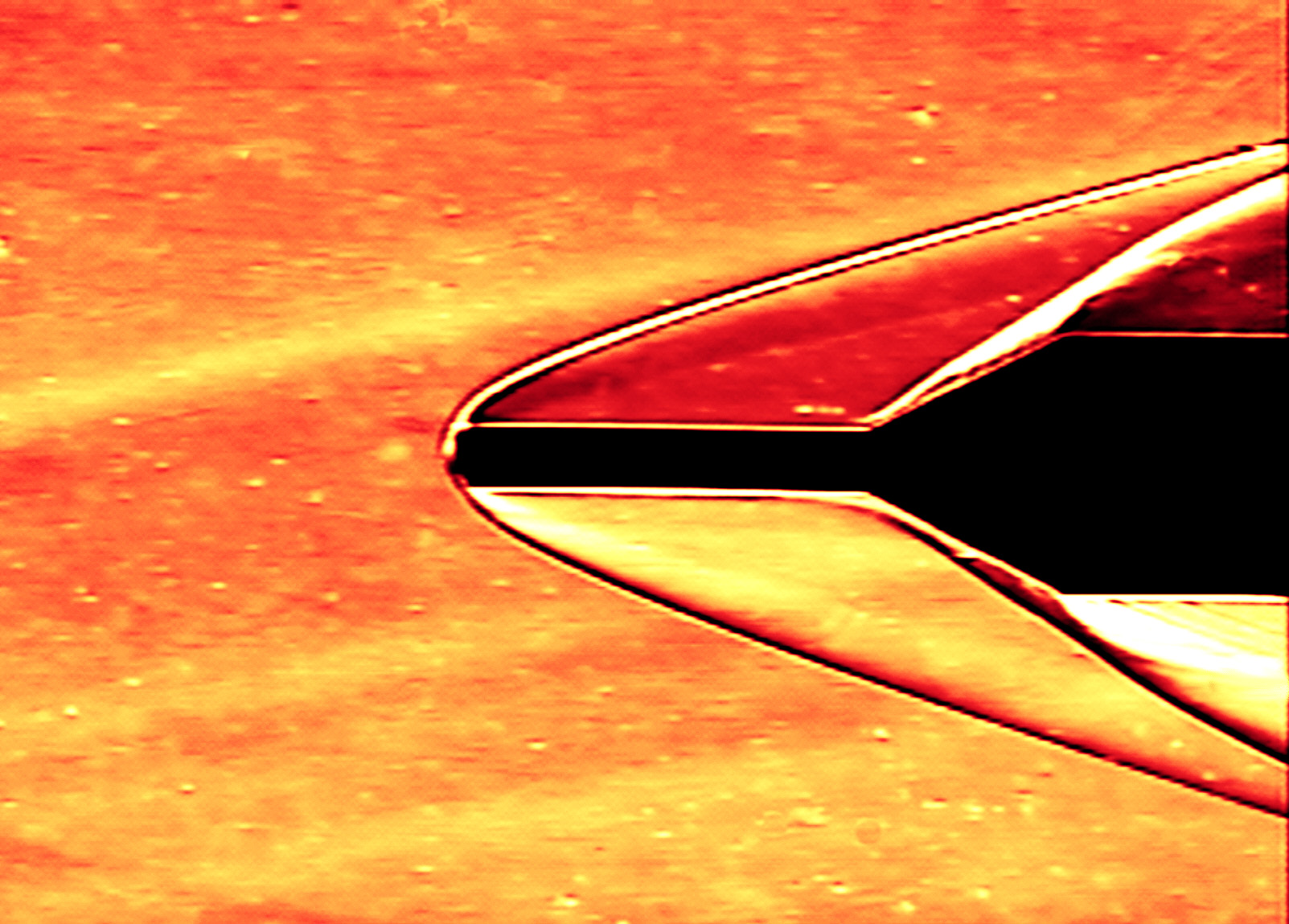
La fotografía de Schlieren se utiliza a menudo para capturar imágenes de flujo de gas y ondas de choque en túneles de viento supersónicos. Aquí, el flujo de Mach 4 sobre una sonda de Pitot es observado por la óptica de Schlieren en el Túnel de viento supersónico de la Universidad de Estado de Pensilvania. La dirección de flujo es de izquierda a derecha.

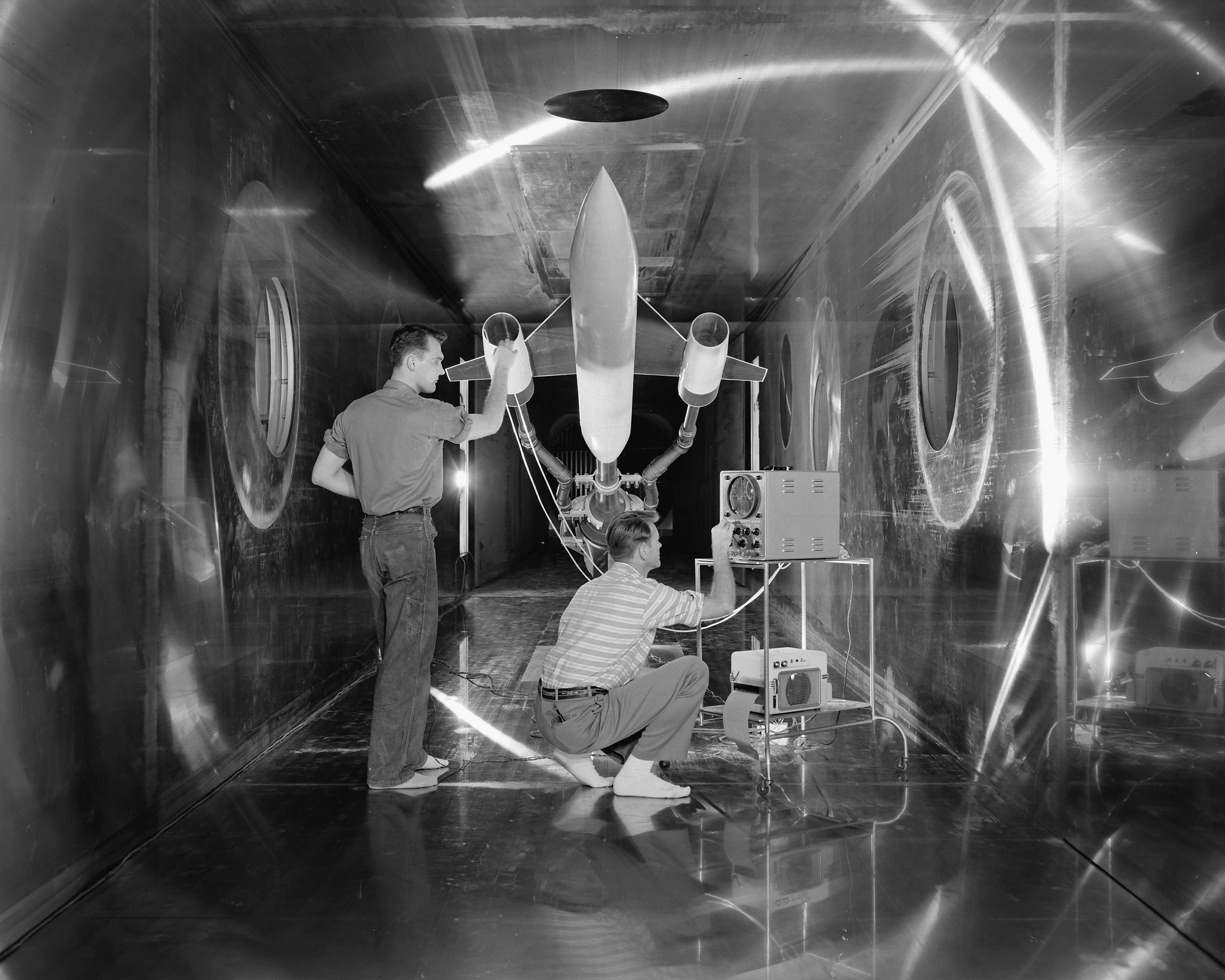
Los ingenieros comprueban un modelo de aeronave antes de una prueba corrida en el Túnel de Viento Supersónico en Laboratorio de Propulsión de Vuelo de Lewis.

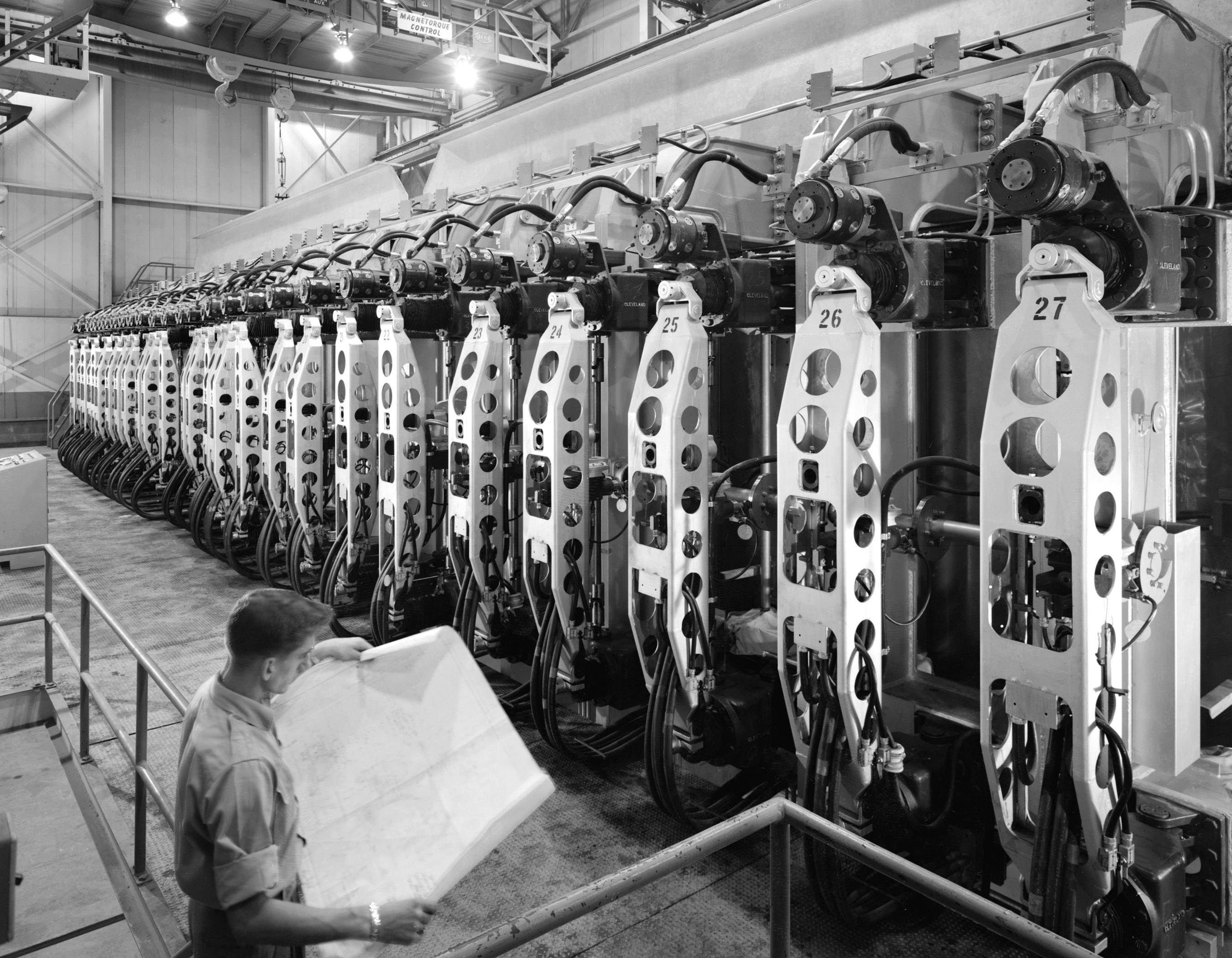
Abe Silverstein, director del Centro de investigación Glenn, en el túnel de viento supersónico (1955)

Un túnel de viento supersónico es un túnel de viento  que produce velocidades supersónicas (1.2<M<5)
El Mach el número y el flujo están determinados por la geometría de la tobera. El número de Reynolds  se varia cambiando el nivel de densidad (presión en la cámara de sedimentación). Por lo tanto, se requiere una proporción de alta presión (para un régimen supersónico en M=4, esta proporción es de orden de 10). Aparte de eso, la condensación de humedad o incluso la licuefacción del gas puede ocurrir si la temperatura estática se enfría lo suficiente. Esto significa que un túnel de viento supersónico generalmente necesita una instalación de secando o de precalentamiento.
Un túnel de viento supersónico tiene una gran demanda de potencia, por lo que la mayoría están diseñados para un funcionamiento intermitente en lugar de uno continuo.

## Restricciones para la operación del túnel supersónico

### Proporción de presión mínima requerida
Estimación optimista: proporción de presión ≤ la proporción de presión total sobre el choque normal en M en la sección de prueba:
{\displaystyle {\frac {P_{t}}{P_{amb}}}\leq \left({\frac {P_{t_{1}}}{P_{t_{2}}}}\right)_{M_{1}=M_{m}}}

### Efectos de la temperatura: condensación
Temperatura en la sección de prueba:
{\displaystyle {\frac {T_{m}}{T_{t}}}=\left(1+{\frac {\gamma -1}{2}}M_{m}^{2}\right)^{-1}}
con {\displaystyle T_{t}} = 330 K: {\displaystyle T_{m}} = 70 K en {\displaystyle M_{m}} = 4
El rango de velocidad está limitado por la temperatura del yacimiento.

## Requisitos de energía
La potencia requerida para ejecutar un túnel de viento supersónico es enorme, del orden de 50 MW por metro cuadrado de área de sección transversal de prueba. Por esta razón, la mayoría de los túneles de viento operan de manera intermitente utilizando la energía almacenada en tanques de alta presión. Estos túneles de viento también se denominan túneles de viento supersónicos de purga intermitente (de los cuales se ofrece una vista previa esquemática a continuación). Otra forma de conseguir la enorme potencia de salida es mediante el uso de un tanque de almacenamiento de vacío.   Estos túneles se denominan túneles de viento indraft, y es rara vez se usan porque  están restringidos a números bajos de Reynolds.  Algunos países grandes han construido túneles supersónicos importantes que funcionan continuamente; uno está mostrado en la foto.  
Otros problemas que operan un túnel de viento supersónico incluyen:
- Inicio y desintalación de la sección de prueba (relacionado con mantener al menos una proporción de presión mínima)
- Suministro adecuado de aire seco
- Efectos de interferencia de la pared debido a la reflexión de la onda de choque y (a veces) el bloqueo
- Instrumentos de alta calidad capaces de mediciones rápidas debido a tiempos de ejecución cortos en túneles intermitentes.

Los túneles como el tubo Ludwieg, tienen tiempos de prueba cortos (generalmente menos de un segundo), un número de Reynolds relativamente alto y bajos requisitos de potencia.
- High-speed Wind Tunnel Testing. Krieger. 1978. ISBN 0-88275-727-X.

- Datos: Q333195